# Chapelle des Pénitents bleus (Sarlat-la-Canéda)
Pour les articles homonymes, voir Chapelle des Pénitents bleus.
La chapelle des Pénitents bleus ou chapelle Saint-Benoît est une chapelle catholique située à Sarlat-la-Canéda, en France.

## Localisation
La chapelle est située à Sarlat-la-Canéda, dans le département français de Dordogne.

## Historique
On possède peu d'informations sur l'origine de cette chapelle situé au sud de la salle capitulaire, dans l'angle sud-est du cloître. Elle peut dater de la fin du XIIe siècle et servait de chapelle des frères convers de l'abbaye bénédictine qui a précédé la création de l'évêché de Sarlat. Elle a été fortement tourmentée au XVIe siècle comme les Chroniques de Jean Tarde  le montrent. La chapelle a dû être pratiquement reconstruite au XVIIe siècle sur ce qui restait des murs.
Elle a alors servi aux pénitents bleus. En 1639, Louis de Salignac, évêque de Sarlat, a été inhumé « dans Saint-Benoît » car il était confrère des pénitents bleus.
Elle a fait partie du cadre de la cathédrale et forme l'un des côtés de la cour des Chanoines. Elle appartient aux anciens bâtiments du monastère.
La chapelle a été restaurée en 1968 par Yves-Marie Froidevaux, architecte en chef des Monuments Historiques.
L'édifice est classé au titre des monuments historiques le 14 mars 1944.

## Description
La chapelle a un plan très simple. C'est un rectangle de 21 m de long et 6 m de large. Les murs ont une épaisseur 1,2 m.

## Cinéma
En 2023, des scènes ont été tournées dans la chapelle pour la série télévisée de Christopher Thompson Fortune de France.